# Heliothis acesias
Espèce
Heliothis acesias est une espèce de lépidoptères (papillons) nocturnes de la famille des Noctuidae. 

## Répartition
On le trouve dans le Nord-Est du Nevada et le Sud de l'Idaho, plus au nord, dans le Sud de l'Alberta, puis vers l'est jusqu'au Sud-Est de l'Ontario.

## Description
Les adultes volent de juin à septembre. 

## Synonyme
- Heliothis luteitinctus Grote 1875